# Thwaitesia turbinata
Thwaitesia turbinata là một loài nhện trong họ Theridiidae.
Loài này thuộc chi Thwaitesia. Thwaitesia turbinata được Eugène Simon miêu tả năm 1903.